# Dentro il labirinto
Dentro il labirinto è un'opera di Andrea Camilleri pubblicata dall'editore Skira nell'aprile dell'anno 2012.

## Trama
Nel periodo di maggior sviluppo del fascismo, l'11 gennaio del 1936, si scoprì nel bagno della sua casa il cadavere di Edoardo Persico. Le cause della morte di quest'intellettuale, all'epoca assai noto, non furono mai chiarite. La motivazione ufficiale fu quella di infarto ma giravano voci e sospetti che si trattasse di un omicidio passionale o di un assassinio politico. 
Quest'ultimo movente era giustificato dal fatto che Persico, artista ed architetto, napoletano d'origine, aveva lavorato come manovale alla FIAT di Torino dove, divenuto teorico del Gruppo dei Sei, si diceva fosse diventato molto amico del pittore Carlo Levi, antifascista forse in rapporto col gruppo di "Giustizia e Libertà".
Persico infine era diventato un punto di riferimento nella vita artistica e intellettuale di quegli anni quando si era trasferito a Milano dove aveva acquistato notorietà per i suoi gesti stravaganti e per il suo antifascismo dichiarato . 
Analizzando un labirinto di carte, documenti, testimonianze reticenti, Camilleri cerca con la sua immaginazione di dare un senso alla morte di questo personaggio misterioso assurto a fama artistica tra ambiguità e menzogne.

## Edizioni
- Andrea Camilleri, Dentro il labirinto, Prima ed., collana Narrativa Skira, Editore Skira, 2012,  pagg.166, ISBN 978-88-572-1228-9.